# Кабельо, Альфонсо
Альфонсо Кабельо (исп. Alfonso Cabello; род. 19 сентября 1993, Ла-Рамбла, Андалусия) ― испанский велосипедист-паралимпиец. Чемпион мира 2016 года. Двукратный чемпион Паралимпийских игр 2012 и 2020 годов.

## Биография
Кабельо родился 19 сентября 1993 года в городе Ла Рамбла, Испания.
С рождения у него нет левой руки. В детстве его мать заботилась о том, чтобы отсутствие руки не мешало ему делать что-либо. Она настаивала, чтобы он научился завязывать шнурки на ботинках без посторонней помощи и единственной рукой. Другие виды спорта, которыми он занимался в детстве, включали баскетбол и плавание.
Плавание помогло ему развить лучший баланс тела с точки зрения способности функционировать, используя культю и правую руку. На уроках физкультуры учителя говорили ему, что ему не нужно соответствовать тем же стандартам, что и его одноклассникам, из-за его инвалидности.
В 2008 году он был отмечен на гала-вечере Андалузской федерации спорта для людей с ограниченными физическими возможностями. В 2009 году он был одним из четырнадцати спортсменов из Кордовы, получивших стипендию Олимпийского фонда Андалусии. В декабре 2013 года он посетил мероприятие, на котором испанская страховая компания Santa Lucía Seguros стала спонсором Испанского Паралимпийского комитета и, соответственно, Plan ADOP, который финансирует высококлассных испанских спортсменов-спортсменов с ограниченными возможностями. Он решил посетить мероприятие, потому что хотел продемонстрировать поддержку такого типа спонсорства. В 2013 году Кабельо был удостоен золотой награды Real Orden al Mérito Deportivo.

## Спортивная карьера
Когда Кабельо впервые научился ездить на велосипеде, он использовал палку на одной руке, чтобы управлять тормозами. Первая гонка, в которой он участвовал, была выставочной. Оттуда он быстро перешел на предварительные соревнования.
В мае 2008 года он участвовал в Третьих международных соревнованиях велосипедистов-инвалидов во Франции. Участвуя в Кубке Европы по адаптированному велоспорту в 2008 году, он финишировал шестнадцатым в классе LC1 в гонке длиной 56,4 км.
В 2011 году участвовал в национальном чемпионате Испании по велоспорту среди инвалидов, где занял первое место.

## На Паралимпиадах
Выиграл золотую медаль на летних Паралимпийских играх 2012 года в Лондоне, в мужской гонке на время на 1 км C4-5.Его золотая медаль была первым золотом, выигранным Испанией на Играх 2012 года.
На Паралимпиаде 2016 года выиграл две бронзовые медали.
На Паралимпийских играх 2020 в Токио Кабельо вновь стал чемпионом.